# REAL (玉置成実の曲)
「REAL」（リアル）は、2013年4月17日に発売された日本の女性歌手・玉置成実の23枚目のシングル。発売元はインペリアルレコード。

## 概要
・デビュー10周年記念シングルと銘打っており、実際に発売から6日後の4月23日にデビュー10周年を迎えている。また、同シングルは玉置成実が作詞を担当した初めてのシングルとなった他、衣装からミュージックビデオに至るまで原案に、玉置が関わっている。

・表題曲は14thシングル『Brightdown』以来、約6年ぶりのnishi-kenのプロデュースとなっており、カップリング曲「emotion」の作曲・編曲には4thアルバム『Don't Stay』の収録曲『MY WAY Reproduction -Original Mix-』以来、約5年ぶりにTomo.が起用されている。共に玉置がかつて所属していたSony Music時代以来の起用となった。

## 収録曲
初回限定盤
初回限定盤には以下4曲のほかに表題曲のプロモーションビデオが収録されている。
1. REAL
作詞：玉置成実 / 作曲・編曲：nishi-ken
2. emotion
作詞：玉置成実 / 作曲・編曲：Tomo.
3. REAL (Instrumental)
4. emotion (Instrumental)

通常盤
通常盤には初回限定版の4曲に加え、玉置初のセルフカバーである「Believe -2013-」が収録されている。ちなみに、このセルフカバー曲は1stシングル『Believe』の編曲を担当した斎藤真也自身がリアレンジしている。
1. REAL
作詞：玉置成実 / 作曲・編曲：nishi-ken
2. emotion
作詞：玉置成実 / 作曲・編曲：Tomo.
3. Believe -2013-
作詞：西尾佐栄子 / 作曲：あおい吉勇 / 編曲：斎藤真也
4. REAL (Instrumental)
5. emotion (Instrumental)
6. Believe -2013- (Instrumental)